# Waling
Waling (Nepali वालिङ) ist eine Stadt (Munizipalität) im Distrikt Syangja in Nepal.
Waling liegt im Tal des Aadhi Khola am Siddhartha Rajmarg, der Überlandstraße von Pokhara nach Siddharthanagar, ca. 15 km (Luftlinie) südwestlich von Pokhara.
Waling ist ein Zentrum des Orangenanbaus und neuerdings auch des Kaffees.
Die Stadt ging 1996 aus der Verschmelzung dreier VDCs, Dhanubase, Pekhubaghkhor und Waling, hervor.
Das Stadtgebiet umfasst 34,76 km².

## Einwohner
Bei der Volkszählung 2011 hatte die Stadt Waling 24.006 Einwohner (davon 10.809 männlich) in 5952 Haushalten.